# (283) Emma
(283) Emma es un asteroide perteneciente al cinturón de asteroides descubierto el 8 de febrero de 1889 por Auguste Honoré Charlois desde el observatorio de Niza, Francia.
Se desconoce la razón del nombre.

## Satélite
El 14 de julio de 2003 un equipo de astrónomos, encabezados por William J. Merline, usando el telescopio Keck II descubrió un satélite que ha recibido la designación provisional de S/2003 (283) 1. Se estima que tiene unos 9 kilómetros de diámetro y orbita a una distancia de unos 581 kilómetros del centro de Emma.